# 누리 알사이드

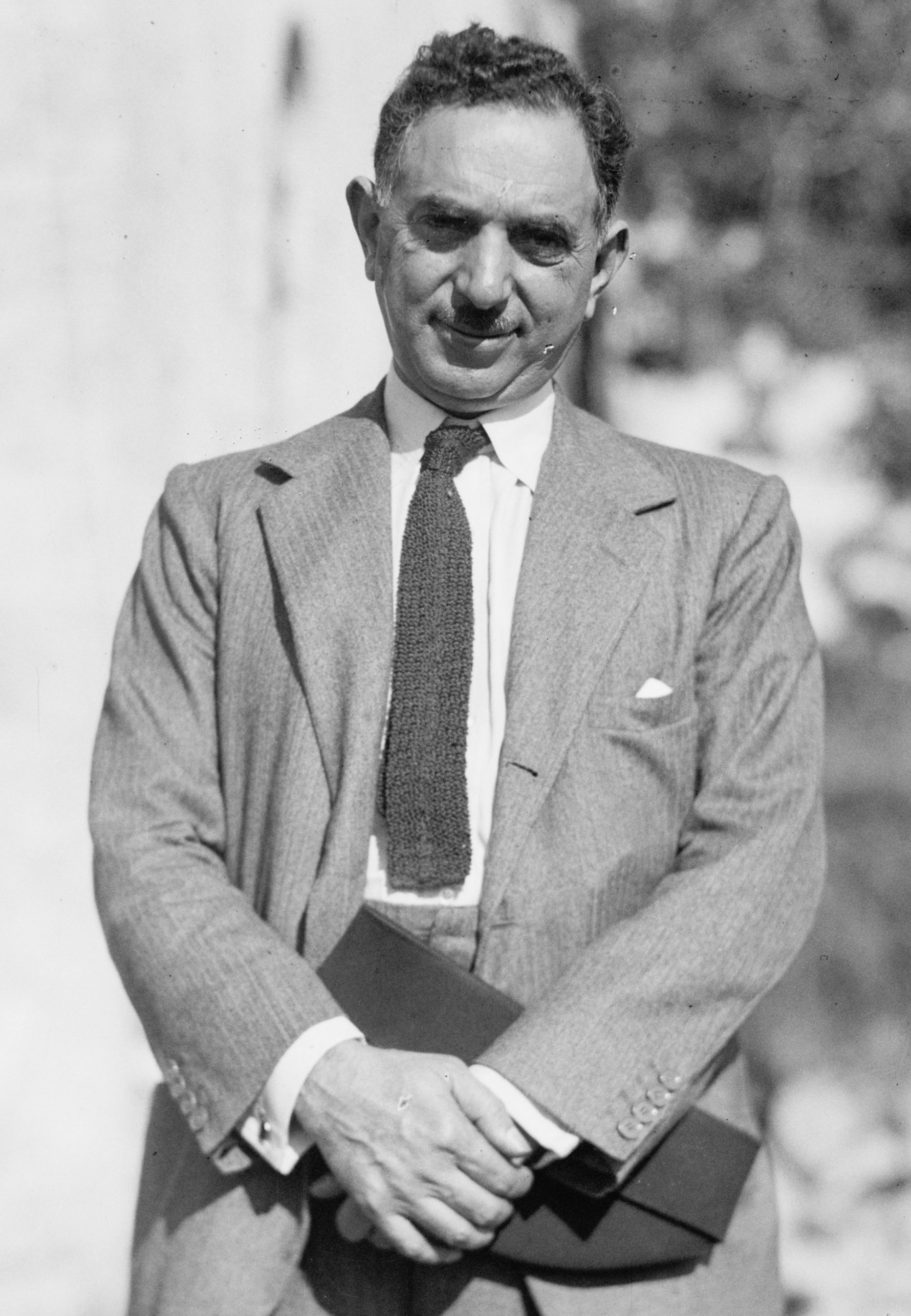
누리 알사이드

누리 파샤 알사이드(아랍어: نوري السعيد, 영어: Nuri Pasha al-Said)는 영국령 이라크와 이라크 하심 왕국에서 활동한 이라크의 정치인이다. 이라크 총리직을 8번 지냈다.
북캅카스인 조상을 가진 바그다드의 수니파 무슬림 가정에서 태어났다. 과거 오스만 제국군의 장교로 복무하기도 하였으나 이후 아랍 민족주의자로 전향하였고, 아랍 반란에서 영국군의 도움으로 오스만 제국 세력을 몰아내는 데에도 참여하였다. 프랑스군의 점령으로 파이살 1세가 시리아에서 쫓겨나자 그를 따라 이라크로 옮겨갔다.
1930년 영국 위임통치령 메소포타미아에서 총리로 임명된 이후 핵심적인 정치 인물로 떠올랐다. 취임 직후 1930년 영국-이라크 조약이 성사되어 독립 보장을 약속받는 한편 영국군의 주둔과 석유 자원에 대한 권리를 인정하였고, 이에 따라 이라크는 1932년 공식적인 독립을 얻었다.
알사이드는 입헌군주제 하의 이라크 하심 왕국에서 친영 성향의 정치인으로 계속해서 활동하였으나 이는 당시 국내 민중의 정서와는 대치되는 것이었다. 그는 많은 정적을 만들었으며 정치 혼란 속에 여러 차례 쿠데타 시도가 발생하기도 하였다. 결국 1958년 레바논 위기가 고조되는 와중 요르단 왕국이 이라크에 군대를 요청한 것을 계기로 군 장교 압둘카림 카심과 압둘 살람 아리프가 쿠데타(7·14 혁명)을 일으켜 정부를 전복하고 왕가를 몰아내었다. 누리 알사이드는 도주하려던 중 잡혀 사살당했고, 성난 군중은 묻힌 시신을 끌어내어 훼손하고 거리에 끌고 다녔다.

## 같이 보기
- 이라크 왕국
- 7·14 혁명